# Trade Air
Trade Air je hrvatska zrakoplovna tvrtka registrirana za čarter prijevoz putnika i teretni prijevoz. Tvrtka je ovlaštena prevoziti i opasni teret.

## Povijesni razvoj
Trade Air je osnovan u travnju 1994. a s letovima je krenuo 22. svibnja 1995. godine. Avio-tvrtka je u 100% privatnom vlasništvu pilota Marka Cvijina. Od ožujka 2005. kompanija za svoje putničke letove koristi dva Fokkera 100, a od kolovoza 2016. i jednog Airbusa A320. 
Trade Air leti i redovne letove unutar Hrvatske s unajmljenim Jetstream J32 zrakoplovom. Linije se lete unutar Public Service Obligation (PSO) programa razvoja regionalne povezanosti. 

## Flota
Od 2019. godine u svojoj floti Trade Air ima:
- jedan Fokkera F100
- jedan Airbus A319-212
- tri Airbus A320-212
- jedan Jetstream 32 -zrakoplov iznajmljen od nizozemskog zrakoplovnog prijevoznika AIS Airlines.

## Nesreće
30. listopada 2005. neposredno poslije uzlijetanja iz talijanske zračne luke Bergamo srušio se L-410 (9A-BTA). Pri padu su poginule tri osobe: pilot, kopilot i jedna putnica.